# Efeito Borboleta (filme)
The Butterfly Effect (bra/prt: Efeito Borboleta) é um filme estadunidense de ficção científica do estilo thriller lançado em 2004, escrito e dirigido por Eric Bress e J. Mackye Gruber, estrelado por Ashton Kutcher, Amy Smart, Eric Stoltz, William Lee Scott, Elden Henson, Logan Lerman, Ethan Suplee e Melora Walters. O título do longa refere-se ao efeito borboleta, uma expressão utilizada na teoria do caos para fazer referência a uma das características mais marcantes dos sistemas caóticos: a sensibilidade nas condições iniciais.
Kutcher interpreta Evan Treborn, um estudante universitário de 20 anos, com Ammy Smart como sua paixão de infância Kayleigh Miller, William Lee Scott como Tommy Miler, seu irmão com tendências sádicas e Elden Henson como seu vizinho, Lenny. Evan descobre que tem a capacidade de viajar no tempo para habitar sua antiga personalidade (isto é, sua mente adulta habita em seu corpo mais jovem, podendo mudar o passado, assim mudando seus comportamentos passados). Tendo sido vítima de vários traumas de infância agravados por perdas de memória, ele tenta acertar as coisas para si e seu amor de infância; Mas há consequências inesperadas para todos.
O filme recebeu avaliações ruins dos críticos especializados. No entanto, foi um sucesso comercial e aclamado pelo público, produzindo ganhos brutos de US$ 96 milhões de um orçamento de US$ 13 milhões. O longa ganhou o Prêmio do Público no Festival Internacional de Cinema Fantástico de Bruxelas, e foi indicado a Melhor Filme de Ficção Científica no Prêmio Saturno e na categoria Suspense no Teen Choice Awards[carece de fontes?].

## Enredo
Evan Treborn frequentemente sofre apagões, na maioria das vezes, em momentos traumáticos. Na juventude (sendo interpretado por Logan Lerman) e na adolescência (sendo interpretado por John Patrick Amedori), Evan sofreu graves traumas sexuais e psicológicos. Traumas que incluem ser forçado pelo vizinho George Miller (interpretado por Eric Stoltz) e pai de Kayleigh Miller  a participar de pornografia infantil; ou quando foi quase  estrangulado até a morte pelo seu pai Jason Treborn (interpretado por Callum Keith Rennie), que então foi morto por guardas em sua frente; assassinar uma mãe e sua filha recém-nascida enquanto brincava com dinamite com seus amigos; e ver o seu cão ser queimado vivo por Tommy.
Assim, com um pulo de sete anos, podemos ver quando Evan estava se divertindo com uma garota em seu dormitório da universidade, ele percebe que quando ele lê seus diários de quando era adolescente, pode viajar de volta ao passado, sendo  capaz de refazer suas ações. Logo a frente no filme, podemos entender que seus apagões eram decorrentes a sua viagem, ou seja, quando viaja no tempo, apaga as memórias de sua versão mais jovem daquele momento. No entanto, há consequências para suas escolhas que fazem com que reverberam em seu presente, criando novas linhas temporais. Por exemplo, as alterações em sua antiga linha do tempo pessoal leva a futuros alternativos em que ele se encontra, um estudante universitário em uma fraternidade, um detento preso por assassinar Tommy, amputado e outros futuros drásticos.
Seus esforços para voltar no tempo são movidos pelo desejo de desfazer os eventos mais desagradáveis de sua infância e Kayleigh Miller, como por exemplo quando ambos foram molestados. 
Ao manipular as circunstâncias, ele consegue voltar aos momentos dos apagões, alterando a linha do tempo a cada despertar. À medida que prossegue nesse caminho, ele percebe que, mesmo com boas intenções, as consequências são imprevisíveis. Além disso, o resgate de inúmeras lembranças futuras provocam danos cerebrais e hemorragias nasais graves. Por fim, ele conclui que suas tentativas de modificar o passado acabam prejudicando aqueles que lhe importam e percebe que ele próprio é a principal causa do sofrimento em todas as diferentes linhas do tempo.
Com essa linha de pensamento de Evan, podemos chegar ao seguinte final:
No final atribuído ao filme, Evan viaja de volta no tempo, para o dia em que ele encontra pela primeira vez com Kayleigh como uma criança. Ele intencionalmente perturba ela de modo com que ela escolhe viver sem conhecer profundamente Evan.
Consequentemente, nos últimos minutos do filme, ocorre um salto de 8 anos, e vemos Evan adulto, caminhando pelas ruas de Nova York. Ao avistar Kayleigh, há um breve instante de reconhecimento em seu rosto, porém, ele desaparece rapidamente quando ela parte sem falar com Evan, confirmando que ela não o conhece.

## Elenco
- Ashton Kutcher - Evan Treborn - 24 anos
  - John Patrick Amedori - Evan Treborn - 13 anos
  - Logan Lerman - Evan Treborn - 7 anos
- Melora Walters - Andrea Treborn
- Amy Smart - Kayleigh Miller - 20 anos
  - Irene Gorovaia - Kayleigh Miller - 13 anos
  - Sarah Widdows - Kayleigh Miller - 7 anos
- Elden Henson - Lenny Kagan - 20 anos
  - Kevin G. Schmidt - Lenny Kagan - 13 anos
  - Jake Kaese - Lenny Kagan - 7 anos
- William Lee Scott - Tommy Miller - 20 anos
  - Jesse James - Tommy Miller - 13 anos
  - Cameron Bright - Tommy Miller - 7 anos
- Ethan Suplee - Thumper
- Eric Stoltz - George Miller
- Callum Keith Rennie - Jason Treborn